# Slovenský Grob
Slovenský Grob este o comună slovacă, aflată în districtul Pezinok din regiunea Bratislava. Localitatea se află la altitudinea de 139 m deasupra n.m., se întinde pe o suprafață de 10,17 km2 și în 2017 număra 3.619 locuitori.

## Istoric
Localitatea Slovenský Grob este atestată documentar din 1214.

## Demografie
| An:                | 1994 | 2004    | 2014    | 2024     |
| ------------------ | ---- | ------- | ------- | -------- |
| Număr de persoane: | 1737 | 1925    | 2616    | 6133     |
| Diferență:         |      | +10,82% | +35,89% | +134,44% |

| An:                | 2023 | 2024   |
| ------------------ | ---- | ------ |
| Număr de persoane: | 5934 | 6133   |
| Diferență:         |      | +3,35% |